# Ignasi Oms
|  | Per a altres significats, vegeu «Ignasi Oms i Ponsa». |

Ignasi Oms (Manresa, 6 d'octubre de 1748 – Lleida, 9 de desembre de 1817) fou un prevere i catedràtic de teologia a Cervera. Després d'haver estudiat a la seva ciutat natal els rudiments de la llatinitat, estudià filosofia i teologia a la Universitat de Cervera on fou catedràtic de vespres, i de teologia, i va continuar fins i tot després de la seva jubilació ensenyant alguns anys, i últimament va passar de canonge, pro universitate, a la catedral de Tarragona: però després va renunciar i va tornar a la seva càtedra. Finalment, va acceptar la canongia de Lleida on va morir.
Va ser gran el seu talent, i molt extensos i sòlids els seus coneixements en totes les ciències eclesiàstiques, especialment en la teologia dogmàtica. Va fer un estudi profund en les santes escriptures i concilis, i en les obres de sant Agustí i sant Tomàs havent llegit totes moltes vegades, i meditat amb atenció no passava dia que no llegís alguna cosa d'elles: però sobretot la Bíblia. A l'una del seu saber era la seva modèstia, senzillesa i humilitat, en la qual s'assemblava perfectament als pàrvuls o nens, el que feia ressaltar més el general concepte i estima que d'ell tenia tota la gent. En aquest sentit, Torres i Amat explica una anècdota sobre el respecte i admiració de la qual gaudia Oms entre els seus congèneres: un dia el seu company de càtedra el docte i respectable dominic P. M. Viñes, que un dels estudiants entenia una autoritat de sant Tomàs d'una manera diferent del que ell havia explicat, li preguntà en sortir de l'aula, perquè l'entenia d'aquella manera, i havent sabut que era perquè el Dr. Oms l'havia interpretat així en una ocasió precedent, el Mestre Viñes va prevenir un altre dia públicament a la classe, que sempre preferissin el dictamen del Dr Oms, pel molt avantatge que li portava en el coneixement d'aquest doctor de l'església.

## Obres
D'ell s'imprimiren tres sermons: un que va predicar el 1783 per les festes dels sants màrtirs Fructuós i Maurici patrons de la ciutat de Manresa, un altre de difunts al mateix any 1783, i un altre del Sant Crist que es venera a l'Església de Sant Antoni Abat a la ciutat de Cervera, que predicà el 23 de setembre de 1798. Conclusions de teologia que va intitular Specimen doctrinae theologica ad sanctorum Doctorum Augustini et Thomae formulam accomodatae (Cervera, 1797). Obra molt celebrada a Madrid pels teòlegs de la reial església de San Isidro, pels mestres dominics Yurami i Guerrero. «Reflexiones sobre la pretendida explicación de algunas conclusiones que el R. P. Jub. Fr. Francisco Daniel presentó al cancelario dé la universidad de Cervera».
Foren obres manuscrites les matèries que va dictar als seus deixebles en els quatre anys en què impartí teologia. Diverses arengues llatines que va fer als quals va assistir de padrí quan van prendre el grau de doctor en teologia. Va deixar en el seu testament l'ús de la llibreria al seu nebot, dit també Ignasi Oms, perquè quan li semblés la destinés a algun establiment en què pogués ser d'utilitat: en el compliment ha remès ja part a la biblioteca episcopal de Vic El cancelari de Cervera Ramon Llàtzer Dou, i el catedràtic de lleis Joaquim Rei, instaren moltes vegades a publicar les seves oracions llatines o almenys els deixés treure còpia d'elles per publicar-les.